# 何塞·卡多索
何塞·卡多索（西班牙語：José Cardozo，1971年3月19日—），巴拉圭男子足球运动员，司职前锋。他曾代表巴拉圭国奥队参加2004年夏季奥林匹克运动会足球比赛，获得一枚银牌。